# Cerco de Nucéria Alfaterna
O Cerco de Nucéria foi uma campanha militar ocorrida por volta de setembro de 216 a.C. quando o exército cartaginês de Aníbal cercou e destruiu a cidade de Nucéria Alfaterna, aliada dos romanos na Campânia.

## Contexto
Aníbal enviou por mar, até Brúcio, seu irmão, Magão Barca, com parte de suas forças, para recepcionar as cidades que abandonaram os romanos e ameaçar as que ainda se negavam a fazê-lo. Com o grosso do exército, Aníbal marchou para a Campânia, onde aceitou a deserção da Cápua, que era, na época, a segunda mais importante cidade de toda a península Itálica, atrás apenas de Roma.
Depois, retomou as operações na Campânia, tentando, em vão, conquistar Neápolis. Seu objetivo era conquistar um porto seguro para receber os navios que vinham da África com reforços e suprimentos. Porém, quando soube que Neápolis estava sob o comando do prefeito romano Marco Júnio Silano, abandonou seus planos e marchou para Nucéria. A cidade estava, na época, no comando da chamada "Confederação Samnita Meridional" ou "Liga Nucerina", uma aliança samnita que compreendia ainda as cidades de Pompeia, Stabia e Herculano, todas em condições de oferecer um porto seguro ao general cartaginês.
Nucéria havia passado para o controle romano pelos termos de um tratado de aliança estipulado em 308 a.C. pelo cônsul Quinto Fábio Máximo Ruliano, que dava a Nucéria autonomia administrativa total, mas a obrigava a seguir as determinações de política externa vindas de Roma. Não por acaso, os "sarrastros", o "povo do Sarno", membros da Liga Nucerina, haviam participado da Batalha de Canas. Sílio Itálico, numa passagem em inspeção das tropas romanas antes desta batalha, relembra sua presença e, depois da batalha, afirma: "Aqui e ali aparece, abandonada, uma bandeira levada pelos beligerantes samnitas e sarrastos e as coortes marsas".
A derrota romana custou muito para o exército nucerino, que provavelmente estava muito enfraquecido quando Aníbal chegou.

## Cerco
Segundo a tradição, Aníbal alcançou Nucéria por uma estrata que seria conhecida no futuro como Via Capua-Regium.
Sendo a cidade "de muralhas inexpugnáveis", Aníbal conseguiu subjugá-la pela fome. Todavia, tendo em vista a independência de grande parte dos povos italianos e os ótimos resultados obtidos em Cápua, Aníbal tentou muitas vezes convencer o senado nucerino a passar para o seu lado.
Para compensar a falta de alimentos, os nucerinos expulsaram da cidade todos os que eram incapazes de portar uma arma. Aníbal, entendendo o plano nucerino, não apenas os obrigou a voltarem para o interior da muralha, mas facilitou também a entrada de todos os refugiados dos campos vizinhos na cidade. Com o aumento da população no interior da muralha, o general cartaginês pretendia aumentar o sofrimento em Nucéria exaurindo muito mais rápido os estoques alimentares do senado.

## Rendição
Sem esperança de qualquer ajuda por parte dos romanos, os nucerinos foram forçados a negociar a rendição da cidade. Nos termos de rendição e nos eventos que se seguiram, há uma discrepância entre as fontes. Aníbal garantiu aos nucerinos um salvo-conduto aos cidadãos que deixassem a cidade com uma (Lívio) ou duas (Apiano e Valério Máximo) roupas pessoais. Aníbal então saqueou a cidade, apropriando-se de todos os bens de seus habitantes como butim de guerra, e incendiando-a depois. As divergências maiores são sobre o que aconteceu em seguida. Lívio conta que os senadores nucerinos pretendiam ser recebidos em Cápua, mas, sendo publicamente rejeitados, acabaram tendo que se dirigir a Cumas. Possivelmente os capuanos, aliados de Aníbal, estavam com medo de receber os nucerinos por causa de sua fidelidade a Roma. Os cidadãos, por sua vez, foram abrigados em várias cidades da Campânia, especialmente Nola e Neápolis.
As outras fontes (sobretudo Dião Cássio e Zonaras) recontam que Aníbal não cumpriu sua parte e mandou assassinar os senadores nas termas e atacou os refugiados que deixavam a cidade. Segundo Valério Máximo, Aníbal trucidou nas termas todos os cidadãos.
Terminada a destruição de Nucéria, Aníbal seguiu para Nola e deu início ao primeiro cerco da cidade (216 a.C.).

## Reconstrução
Apiano e Lívio contam que, depois da conquista de Cápua, o Senado Romano decretou que, enquanto esperavam pela construção da cidade, os nucerinos receberam permissão de viver em Atella.